# Benno Wiss
Benno Wiss, född den 13 juli 1962 i Aargau, Schweiz, är en schweizisk tävlingscyklist som tog OS-silver i lagtempolopet vid olympiska sommarspelen 1984 i Los Angeles.